# Kollhoff-Tower
Kollhoff-Tower (Кольхофф-тауэр, Башня Кольхоффа) — высотное здание в Берлине на Потсдамской площади. 25-этажное здание, переданное в эксплуатацию в 1999 году, имеет в высоту 101 м. Вместе с высотным зданием BahnTower (высота 103 м) и высотным офисным зданием PWC Ренцо Пиано башня Кольхоффа образует высотный ансамбль в центре германской столицы. Высотное здание в стиле ранней американской высотной архитектуры начала XX века было названо по имени его архитектора Ханса Кольхоффа.
Нижние этажи здания занимают предприятия розничной торговли, на верхних этажах разместились офисы. Среди арендаторов здания известные международные адвокатские компании Freshfields Bruckhaus Deringer и Olswang. С 15 апреля 2000 года на верхнем этаже Kollhoff-Tower открыта смотровая площадка, посетителей которой доставляет самый быстрый пассажирский лифт Европы. Его скорость составляет 8,65 м в секунду. В начале 2009 на керамическом фасаде здания, пострадавшем от влаги, были произведены ремонтные работы.